# Вернер Арбер
Вернер Арбер (нім. Werner Arber; нар. 3 червня 1929, Греніхен, Швейцарія) — швейцарський мікробіолог і генетик, лауреат Нобелівської премії в галузі медицини і фізіології 1978 року. Відкрив рестрикційні ферменти.
В 1949—1953 роках навчався в Швейцарській політехнічній школі, де займався ізотопом Cl-34. Після закінчення політеху в 1953 році почав працювати в біофізичній лабораторії Університету Женеви у галузі електронної мікроскопії. Займався дослідженнями мутантівбактеріофагу лямбда, які лягли в основу його докторської дисертації.
У 1958—1960 працював в Університеті Південної Каліфорнії, потім знову повернувся до Женеви. У 1971 році перейшов в Університет Базеля.